# Éternité (album)
Pour les articles homonymes, voir Éternité (homonymie).
Albums de Antoine Tomé
Tous les murs de la ville
(1984) Antoine Tomé chante Ronsard & Apollinaire
(1991)
Éternité est un album d'Antoine Tomé paru en 1990. Il a la particularité d'avoir été produit par le label de Francis Cabrel, Chandelle Productions. Celui-ci dit d'ailleurs d'Antoine Tomé : « J’aime la grande pureté de ses écritures ; chez lui, pas de blues, aucun reproche, aucune peine… Sa route est faite de transparences et de belles lumières. »

## Liste des titres
Tous les titres sont écrits et composés par Antoine Tomé, tandis qu'il co-signe les arrangements avec Mathieu Laurent.
| No  | Titre                                  | Durée |
| --- | -------------------------------------- | ----- |
| 1.  | Jolly Jumper                           | 4:14  |
| 2.  | Je suis venu te dire au revoir         | 4:09  |
| 3.  | Le Baroudeur solitaire                 | 4:02  |
| 4.  | L'Amant, le chasseur                   | 3:46  |
| 5.  | Alcoolique                             | 3:59  |
| 6.  | Que jamais la vie ne s'achève          | 3:21  |
| 7.  | Géant                                  | 3:26  |
| 8.  | Corine                                 | 3:49  |
| 9.  | Un sexe grand comme le ciel            | 4:07  |
| 10. | Soleil                                 | 3:42  |
| 11. | L'amour renaît toujours de ses cendres | 3:13  |
| 12. | Éternité                               | 3:22  |

## Musiciens
- Antoine Tomé : chant, sifflements, tricardon
- Ariel Tomé : harmonica
- Brigitte Lepage : violon
- Christian Bruyne : violon
- Daniel Gaucher : saxophone (piste 8)
- Didier Marty : saxophone, flûte
- Dominique Marge : chœurs féminins
- Étienne Brachet : batterie
- François Laurent : basse fretless
- Loy Ehrlich : piano, synthétiseur, tablas
- Mathieu Laurent : prise de son, programmation, guitares
- Michel Saulnier : contrebasse
- Muriel Marty : chœurs féminins
- Philippe Talet : guitare basse
- Youval Micenmacher : percussions

Les photographies et la maquette sont de Pierre-Jean Buffy.

## Postérité
La chanson Un sexe grand comme le ciel a connu un grand succès sur la webradio Bide et Musique. Considérée comme un des classiques du site, elle s'est classée dans son top 50 durant cinq années consécutives. Elle a en outre été reprise par l'artiste Mathilde Fernandez qui en a également fait un clip vidéo.

## Divers
La chanson Jolly Jumper a fait l'objet d'un clip vidéo.